# Partecipanti al Tour de France 1961
Qui di seguito viene riportato l'elenco dei partecipanti al Tour de France 1961.

## Corridori per squadra
Nota: R ritirato, NP non partito, FT fuori tempo massimo
| Italia  | Italia               | Italia  | Paesi Bassi            | Paesi Bassi             | Paesi Bassi            | Parigi / Nord-Est | Parigi / Nord-Est    | Parigi / Nord-Est |
| ------- | -------------------- | ------- | ---------------------- | ----------------------- | ---------------------- | ----------------- | -------------------- | ----------------- |
| 1       | Renzo Accordi        | 43º     | 49                     | Piet Damen              | 51º                    | 101               | Albert Bouvet        | R 12ª             |
| 2       | Graziano Battistini  | R 11ª   | 50                     | Jo de Haan              | R 9ª                   | 102               | Henri Duez           | R 2ª              |
| 3       | Guido Boni           | NP 14ª  | 51                     | Dick Enthoven           | FT 10ª                 | 103               | Philippe Gaudrillet  | R 6ª              |
| 4       | Carlo Brugnami       | R 12ª   | 52                     | Ab Geldermans           | R 6ª                   | 104               | André Geneste        | 72º               |
| 5       | Guido Carlesi        | 2º      | 53                     | Jaap Kersten            | 58º                    | 105               | Elio Gerussi         | 26º               |
| 6       | Roberto Falaschi     | 50º     | 54                     | Jef Lahaye              | R 11ª                  | 106               | Raymond Hoorelbeke   | 70º               |
| 7       | Vito Favero          | R 8ª    | 55                     | Coen Niesten            | R 9ª                   | 107               | Stéphane Lach        | 29º               |
| 8       | Imerio Massignan     | 4º      | 56                     | Piet van Est            | FT 17ª                 | 108               | André Le Dissez      | R 17ª             |
| 9       | Mario Minieri        | 44º     | 57                     | Wim van Est             | R 9ª                   | 109               | Jean-Claude Lefebvre | 71º               |
| 10      | Armando Pellegrini   | 56º     | 58                     | Antoon van der Steen    | 64º                    | 110               | Jean-Claude Sauvage  | FT 6ª             |
| 11      | Ezio Pizzoglio       | R 2ª    | 59                     | Wout Wagtmans           | R 9ª                   | 111               | Bernard Viot         | 57º               |
| 12      | Adriano Zamboni      | 16º     | 60                     | Jan Westdorp            | 66º                    | 112               | Joseph Wasko         | 24º               |
| Francia | Francia              | Francia | Germania               | Germania                | Germania               | Centro            | Centro               | Centro            |
| 13      | Henry Anglade        | 18º     | 61                     | Josef Borghard          | FT 6ª                  | 113               | Antoine Abate        | 52º               |
| 14      | Jacques Anquetil     | 1º      | 62                     | Manfred Donike          | FT 6ª                  | 114               | Louis Bergaud        | 46º               |
| 15      | Robert Cazala        | 40º     | 63                     | Friedhelm Fischerkemmer | R 17ª                  | 115               | Emmanuel Busto       | 48º               |
| 16      | André Darrigade      | 32º     | 64                     | Hans Jaroscewicz        | R 2ª                   | 116               | Jean Dotto           | 8º                |
| 17      | Pierre Everaert      | 68º     | 65                     | Hans Junkermann         | 5º                     | 117               | Valentin Huot        | 39º               |
| 18      | Jean Forestier       | 35º     | 66                     | Dieter Kemper           | FT 6ª                  | 118               | Camille Le Menn      | R 12ª             |
| 19      | René Privat          | R 2ª    | 67                     | Helmut Kuckelkorn       | FT 2ª                  | 119               | Claude Mattio        | 22º               |
| 20      | Joseph Groussard     | 30º     | 68                     | Horst Oldenburg         | FT 6ª                  | 120               | Jean Milesi          | 34º               |
| 21      | François Mahé        | FT 2ª   | 69                     | Reinhold Pommer         | R 2ª                   | 121               | Anatole Novak        | R 10ª             |
| 22      | Raymond Mastrotto    | 19º     | 70                     | Dieter Puschel          | 54º                    | 122               | Marcel Rohrbach      | R 14ª             |
| 23      | Louis Rostollan      | 31º     | 71                     | Sigi Renz               | R 10ª                  | 123               | Pierre Ruby          | FT 2ª             |
| 24      | Jean Stablinski      | 42º     | 72                     | Ludwig Troche           | FT 6ª                  | 124               | Gérard Thielin       | 41º               |
| Belgio  | Belgio               | Belgio  | Svizzera / Lussemburgo | Svizzera / Lussemburgo  | Svizzera / Lussemburgo | Ovest / Sud-Ovest | Ovest / Sud-Ovest    | Ovest / Sud-Ovest |
| 25      | Jan Adriaenssens     | 10º     | 73                     | Fritz Gallati           | 63º                    | 125               | Pierre Beuffeuil     | 28º               |
| 26      | Frans Aerenhouts     | 17º     | 74                     | Kurt Gimmi              | R 2ª                   | 126               | Edouard Bihouée      | 23º               |
| 27      | Jean-Baptiste Claes  | 36º     | 75                     | Rolf Graf               | 60º                    | 127               | André Cloarec        | R 12ª             |
| 28      | Emile Daems          | R 10ª   | 76                     | Jean Luisier            | FT 7ª                  | 128               | André Foucher        | 20º               |
| 29      | Jos Hoevenaers       | 11º     | 77                     | Serge Ruchet            | 67º                    | 129               | Jean Gainche         | 14º               |
| 30      | Eddy Pauwels         | 9º      | 78                     | Alfred Rüegg            | 12º                    | 130               | Joseph Groussard     | 45º               |
| 31      | Jozef Planckaert     | 15º     | 79                     | Raymond Bley            | FT 6ª                  | 131               | Marc Huiart          | R 12ª             |
| 32      | Louis Proost         | FT 7ª   | 80                     | Aldo Bolzan             | 33º                    | 132               | Guy Ignolin          | 59º               |
| 33      | Michel Van Aerde     | 13º     | 81                     | Marcel Ernzer           | 37º                    | 133               | Félix Lebuhotel      | R 8ª              |
| 34      | René Vanderveken     | FT 7ª   | 82                     | Charly Gaul             | 3º                     | 134               | Fernand Picot        | 27º               |
| 35      | Martin Van Geneugden | 61º     | 83                     | Jean-Pierre Sintges     | R 10ª                  | 135               | Marcel Queheille     | 21º               |
| 36      | Jozef Vloeberghs     | FT 7ª   | 84                     | Roger Thull             | FT 12ª                 | 136               | Joseph Thomin        | 25º               |
| Spagna  | Spagna               | Spagna  | Gran Bretagna          | Gran Bretagna           | Gran Bretagna          |                   |                      |                   |
| 37      | Jaime Alomar         | FT 2ª   | 85                     | Stan Brittain           | R 4ª                   |                   |                      |                   |
| 38      | Antonio Bertrán      | FT 7ª   | 86                     | Ron Coe                 | R 5ª                   |                   |                      |                   |
| 39      | Juan Campillo        | 55º     | 87                     | Vic Denson              | R 9ª                   |                   |                      |                   |
| 40      | José Gómez del Moral | FT 2ª   | 88                     | Seamus Elliott          | 47º                    |                   |                      |                   |
| 41      | Vicente Iturat       | 69º     | 89                     | Albert Hitchen          | R 4ª                   |                   |                      |                   |
| 42      | Fernando Manzaneque  | 6º      | 90                     | Ken Laidlaw             | 65º                    |                   |                      |                   |
| 43      | René Marigil         | 62º     | 91                     | Ian Moore               | R 3ª                   |                   |                      |                   |
| 44      | Carmelo Morales      | FT 2ª   | 92                     | George O'Brien          | R 3ª                   |                   |                      |                   |
| 45      | Luis Otaño           | 38º     | 93                     | Peter Ryall             | FT 3ª                  |                   |                      |                   |
| 46      | Miguel Pacheco       | R 2ª    | 94                     | Sean Ryan               | FT 2ª                  |                   |                      |                   |
| 47      | José Pérez Francés   | 7º      | 95                     | Brian Robinson          | 53º                    |                   |                      |                   |
| 48      | Julio San Emeterio   | 49º     | 96                     | Tom Simpson             | R 3ª                   |                   |                      |                   |